# Myrtales
Myrtales is de botanische naam van een orde van tweezaadlobbige planten: de naam is gevormd uit de familienaam Myrtaceae. Een orde onder deze naam wordt algemeen erkend door systemen voor plantentaxonomie, en zo ook door het APG-systeem (1998) en het APG II-systeem (2003).

## APG II (2003)
Het APG II-systeem plaatst de orde basaal in de rosids, met de volgende omschrijving:
- orde Myrtales
  - familie Alzateaceae
  - familie Combretaceae
  - familie Crypteroniaceae
  - familie Heteropyxidaceae
  - familie Lythraceae (Kattenstaartfamilie)
  - familie Melastomataceae
  - familie Memecylaceae #
  - familie Myrtaceae (Mirtefamilie)
  - familie Oliniaceae
  - familie Onagraceae (Teunisbloemfamilie)
  - familie Penaeaceae
  - familie Psiloxylaceae
  - familie Rhynchocalycaceae
  - familie Vochysiaceae

waarbij de familie met # optioneel is, desgewenst af te splitsen.

## APG (1998)
Het APG-systeem plaatste de orde in de subgroep eurosids I, met bijna exact deze zelfde omschrijving. Het enige verschil is dat de Memecylaceae definitief als aparte familie erkend werden.

## Cronquist (1981)
Het Cronquist-systeem hanteerde de volgende omschrijving:
- orde Myrtales
  - familie Combretaceae
  - familie Crypteroniaceae
  - familie Lythraceae
  - familie Melastomataceae
  - familie Myrtaceae
  - familie Oliniaceae
  - familie Onagraceae
  - familie Penaeaceae
  - familie Punicaceae
  - familie Sonneratiaceae
  - familie Thymelaeaceae
  - familie Trapaceae

De familie Vochysiaceae was hier niet aanwezig: de was bij Cronquist thuisgebracht in de orde Polygalales; daarentegen hoorde hier ook de familie Thymelaeaceae thuis. De overige verschillen komen voor uit het herschikken van families: APG heeft de planten van de families Punicaceae, Sonneratiaceae en Trapaceae ingevoegd in de Lythraceae. Daarentegen zijn de families Psiloxylaceae en Heteropyxidaceae afsplitsingen van de familie Myrtaceae. De familie Memecylaceae is afgesplitst van de familie Melastomataceae.

## Takhtajan
Armen Takhtajan erkende 4 onderorden:
orde Myrtales
- onderorde Lythrineae
  - familie Lythraceae
  - familie Alzateaceae
  - familie Combretaceae
  - familie Crypteroniaceae
  - familie Duabangaceae
  - familie Melastomataceae
  - familie Memecylaceae
  - familie Oliniaceae
  - familie Penaeaceae
  - familie Punicaceae
  - familie Rhynchocalycaceae
  - familie Sonneratiaceae
- onderorde Onagrineae
  - familie Onagraceae
- onderorde Trapineae
  - familie Trapaceae
- onderorde Myrtineae
  - familie Myrtaceae
  - familie Heteropyxidaceae
  - familie Psiloxylaceae

## Wettstein
In het Wettstein-systeem (1935), waar de orde werd ingedeeld in de onderklasse Choripetalae, had ze de volgende samenstelling:
- orde Myrtales
  - familie Alangiaceae
  - familie Combretaceae
  - familie Elaeagnaceae
  - familie Geissolomataceae
  - familie Gunneraceae
  - familie Halorrhagidaceae [sic: nu Haloragaceae ]
  - familie Heteropyxidaceae
  - familie Lecythidaceae
  - familie Lythraceae
  - familie Melastomataceae
  - familie Myrtaceae
  - familie Nyssaceae
  - familie Oenotheraceae
  - familie Oliniaceae
  - familie Penaeaceae
  - familie Punicaceae
  - familie Rhizophoraceae
  - familie Sonneratiaceae
  - familie Thymelaeaceae